# 도메니코 스카를라티

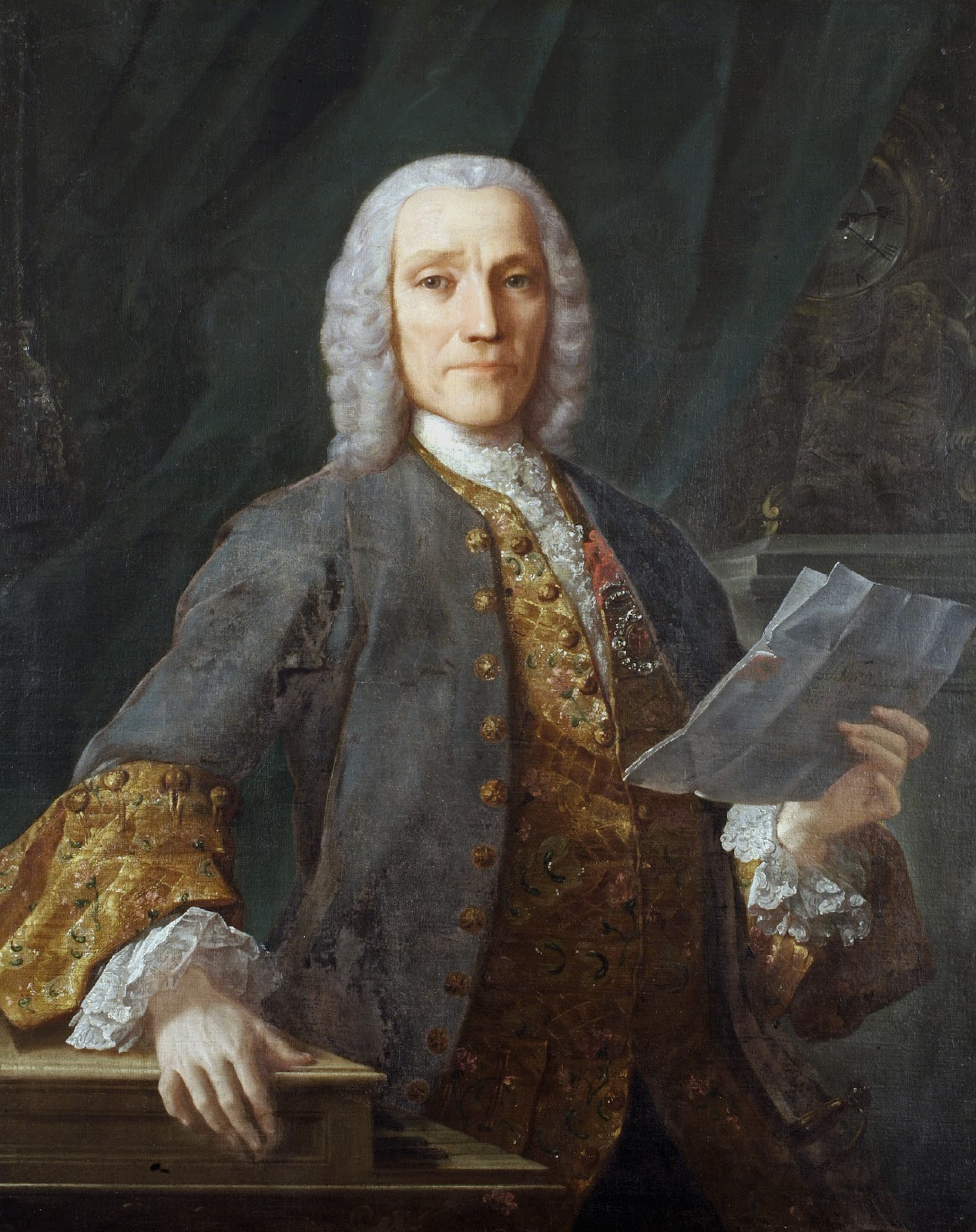
도메니코 스카를라티

도메니코 스카를라티(이탈리아어: Domenico Scarlatti, 1685년 10월 26일 ~ 1757년 7월 23일)는 이탈리아의 작곡가이다.

## 생애
알레산드로 스카를라티의 아들로 나폴리에서 태어났다. 그는 음악가였던 아버지에게 처음 음악을 배웠을 것으로 여겨진다. 1701년 나폴리의 궁정예배당 오르간 주자로 임명되었으며 2년 뒤에는 로마에서 대위법 등 이론을 배웠다. 그 뒤로 그는 아버지와 같이 오페라 작가로 등장했으나 1708년 피렌체와 베네치아로 수업하러 갔다. 이때 베네치아에서 독일의 헨델과 만나 오르간과 하프시코드의 경기를 하여 그 뒤부터 그와 친교를 맺었다. 1709년에 로마에 거주하고 있던 폴란드 황태후 마리아 카지미라에게 봉사했고 황태후의 소극장을 위하여 몇 편의 오페라를 작곡했지만 황태후가 로마를 떠난 후로는 포르투갈 대사의 악장을 거쳐 1715년 교황청의 줄리아 예배당의 악장이 됐다. 1719년 런던을 방문했고 다음해에 오페라 <나르키소(나르키소스)>를 상연했으나 1721년에 포르투갈의 궁정악장이 되어 리스본으로 갔다. 그는 거기서 왕녀인 마리아 바르바라의 하프시코드의 교사로도 근무하였다. 한때 이탈리아로 돌아왔으나 1729년 마리아 바르바라가 스페인 왕자와 결혼했을 때 그녀를 따라 마드리드로 갔다. 그리고 결국 마드리드에 정주하여 그 곳에서 일생을 마쳤다. 스카를라티는 오페라·교회음악 등도 작곡했으나 가장 유명한 것은 무엇보다도 약 555곡이나 되는 하프시코드 곡이다. 이것들은 주로 마리아 바르바라를 위하여 작곡된 것으로 연습곡이라고 불렸으나 오늘날에는 소나타라고도 한다. 이들 소나타는 2부분형식으로 된 1악장으로 되어 있으나 화성구조나 복주제(複主題)의 징조도 보인 점 등 후의 고전파 소나타의 원형을 보이고 있는 면이 현저하며, 대체로 이것은 이미 로코코풍으로 되어 있으며 3도나 6도, 양손의 교차 등 후의 피아노 기법이 퍽 활발히 개척돼 있다.

## 같이 보기
- 알레산드로 스카를라티
- 포르투갈의 바르바라